# Savojští
Dynastie Savojských (italsky (Casa) Savoia, francouzsky Maison de Savoie) nebo jen Savojští je starý italský šlechtický rod původem z Burgundského království, kde získali v léno území historického Savojska, nyní opět francouzského území, podle něhož rod nese jméno. V průběhu doby byli savojskými vévody, sardinskými králi, italskými králi. Amadeus I. z rodu Savojských byl králem španělským.

## Historie rodu
Savojští patří mezi nejstarší evropské šlechtické rody. Původně byli samostatnými hrabaty, a to v letech 1003–1416. Posléze se stali vévody jak v Savojsku tak v Piemontu (1416–1730). V roce 1720 se tehdejší savojský vévoda Viktor Amadeus II. stal panovníkem Sardinského království. Důležitějším územím pro rod Savojských však byl nadále Piemont s hlavním městem Turínem, zatímco své původní Savojsko rod v roce 1792 ztratil.
Od roku 1861 vládli Savojští sjednocenému Italskému království. V roce 1946 byli v důsledku referenda s velmi těsným poměrem hlasů, kterým bylo rozhodnuto o zřízení Italské republiky, ze země vypovězeni. Po zrušení monarchie odešla část rodu do Švýcarska a jiná část do Egypta. Mužští příslušníci královské rodiny měli až do roku 2002 zakázán vstup do Itálie.
Za hlavu dynastie a titulárního italského krále je částí přívrženců monarchie v Itálii považován Viktor Emanuel, princ neapolský, a to od roku 1983, kdy zemřel jeho otec, bývalý král Umberto II. Pozici hlavy rodu si však od roku 2006 nárokoval jeho vzdálený příbuzný Amadeus, 5. vévoda z Aosty (též Amedeo), a to mj. kvůli jím neuznávanému manželství Viktora Emanuela, uzavřenému v roce 1971. Tzv. Rada senátorů říše, což je kolegiální orgán založený v roce 1955 Umbertem II. za účelem zachování cti rodu Savojských, rozhodla 7. července 2006, že „Amadeus Savojský, dříve vévoda z Aosty, je právoplatným vévodou ze Savojska a hlavou rodu Savojských“.

## Panovníci ze Savojské dynastie

### Savojská hrabata (1003–1416)
Savojské hrabství pod vládou rodu Savojských vzniklo v roce 1003. V roce 1416 bylo pod vládou stejného rodu povýšeno na vévodství.
Savojsko bylo do roku 1388 vnitrozemským státem, ale v tomto roce získalo spolu s Nice úzkou část středomořského pobřeží. Toto nově získané savojské území v dnešní Francii obklopovalo tehdejší (a dodnes existující) Monacké knížectví.
Hlavní linie
- Umbert I. "Biancamano" ("Běloruký") – (1003–1047/1048)
- Amadeus I. – (1048–1051/1056)
- Otto – (1051/1056–1060)
- Petr I. – (1060–1078)
- Amadeus II. – (1060–1080)
- Umbert II. – (1080–1103)
- Amadeus III. – (1103–1148)
- Umbert III. – (1148–1189)
- Tomáš I. – (1189–1233)
- Amadeus IV. – (1233–1253)
- Bonifác – (1253–1263)
- Petr II. – (1263–1268)
- Filip I. – (1268–1285)
- Amadeus V. – (1285–1323)
- Eduard I. – (1323–1329)
- Aimone – (1329–1343)
- Amadeus VI. – (1343–1383)
- Amadeus VII. – (1383–1391)
- Amadeus VIII. – (1391–1416)

### Savojští vévodové (1416–1730)
Savojské hrabství bylo v roce 1416 povýšeno na vévodství císařem Zikmundem Lucemburským. Nezahrnovalo již pouze původní Savojsko, ale také velkou část dnešního Piemontu a území Valle d'Aosta. V polovině 15. století tak Savojské vévodství patřilo mezi nejdůležitější země Evropy.
Francouzské království a Habsburkové vládnoucí ve Svaté říši římské však rozmach Savojského vévodství nesli velmi nelibě. Obě mocnosti samy usilovaly o připojení alpské oblasti mezi Středozemním mořem a Lombardií. Mezi lety 1536 a 1749, tedy v době, kdy následovníci vévody Amadea VIII. nedokázali udržet hospodářský a politický rozkvět Savojska, bylo území několikrát obsazeno, nejčastěji francouzskou armádou. Celkem se jednalo o šest invazí a okupací, z nichž některé trvaly i 10 let. Přes to všechno rozmach Savojska od 17. století a zejména 18. století dále pokračoval.
Roku 1563 bylo sídlo vládnoucího savojského rodu přeneseno z tradičního Chambéry do Turína.
Když v roce 1714 získal vévoda Viktor Amadeus II. pro sebe Sicilské království, staly se pro něj titul vévody a panování nad územím Savojska de facto druhořadými. V roce 1720 však přiměli Habsburkové (s asistencí Francie a Anglie) savojského vévodu k tomu, aby zaměnil své Království Sicilské za Sardinské království. Savojský vévoda tak dostal opět území s královským titulem, které leželo blíže samotnému Savojsku, avšak ztratil tehdy naději na možnou italskou královskou korunu. Tato by mu kynula spíše díky vládnutí nad Sicílií než po opanování okrajového Sardinského království. Celé území pod savojskou vládou dostalo název Sardinské království, i když mu vládla savojská dynastie a jeho centrem byl Piemont a hlavním městem Turín.
V letech 1792–1814 byly Savojsko a později od roku 1802 i Piemont okupovány vojsky revoluční Francie. Tato okupace trvala celkem 22 let a zahynulo při ní 18 % savojských obyvatel.
V roce 1860 bylo původní území Savojska odstoupeno spolu s Nice Francii za záruku bezpečnosti a uznání sjednocené Itálie pod vládou rodu Savojských.
- Amadeus VIII. jako vévoda savojský 1416–1440, vzdoropapež jako Felix V. (1439–1449), †1451
- Ludvík – (1440–1465)
- Amadeus IX. – (1465–1472)
- Filibert I. – (1472–1482)
- Karel I. – (1482–1490)
- Karel (II.) Jan Amadeus – (1490–1496)
- Filip II. – (1496–1497)
- Filibert II. – (1497–1504)
- Karel III. – (1504–1553)
- Emanuel Filibert – (1553–1580)
- Karel Emanuel I. – (1580–1630)
- Viktor Amadeus I. – (1630–1637)
- František Hyacint – (1637–1638)
- Karel Emanuel II. – (1638–1675)
- Viktor Amadeus II. – (1675–1720, 1720–1730), 1. král Sardinie z rodu Savojských

### Sardinští králové (1720–1861)
V roce 1714 Španělsko ztratilo Sardinské království ve prospěch Habsburků a rakouské monarchie, která poté toto území roku 1720 vyměnila se savojským vévodou za jemu tehdy patřící Sicilské království. Území od té doby ovládané rodem Savojských dostalo (znovu) název Sardinské království, i když jeho centrem byl Piemont a hlavním městem Turín. Celé území Království Sardinského tedy tvořily Savojsko, Piemont, Sardinie a Montferrat.
V roce 1792 království ztratilo Savojsko ve prospěch Francie a v roce 1802 Piemont. V roce 1815 bylo obnoveno původní území a připadla mu i bývalá Janovská republika.
Po smrti krále Karla Felixe v roce 1831, kterou vymřela hlavní linie rodu, nastoupil na sardinsko-piemontský trůn Karel Albert Sardinský z vedlejší rodové linie, větve Savojsko-Carignanské.
Roku 1848 začala propukat povstání v krajích poddaných rakouskému císaři, zejména v Benátkách a Miláně, kde jsou známa jako tzv. pět dní Milána. Tyto dny skončily 22. března 1848 vítězstvím milánských obyvatel a odchodem rakouského maršála Josefa Radeckého z města. Král Karel Albert Savojský se rozhodl jednat a 23. března dal impuls k první válce za nezávislost Itálie. Kromě Sardinie se války účastnily také další italské státy (jako Svatý stolec, Velkovévodství toskánské a Království obojí Sicílie), jež vyslaly své vojáky.
V té době se již většinou nemluví o Sardinském, ale o "Sardinsko-Piemontském království".
Počátek bojů byl příznivý pro Italy, zaznamenali několik vítězství, například v bitvě u Pastrenga, u Santa Lucia ve Veroně, poté Peschiera a Goito.
Nicméně papež stáhl své jednotky z bojů, neboť se obával rakouské náboženské reakce a následoval ho rovněž král Obojí Sicílie Ferdinand II. Neapolsko-Sicilský.
Tak zůstali v boji osamělí dobrovolníci a Rakušané měli možnost upevnit své pozice a protiofenzivou získali zpět velkou část měst ztracených a 4. srpna podepsal Karel Albert příměří. Po nedlouhé přestávce v březnu 1849 byl rychle poražen. Byl nucen odstoupit ve prospěch svého syna Viktora Emanuela II.
Savojským se prozatím nepodařilo rozšířit vlastní panství se záměrem znovu sjednotit italský národ. Roku 1852 se prvním ministrem Sardinského království stal Camillo Benso di Cavour, jenž položil základ k množství významných hospodářských reforem s cílem modernizace Sardinie. V roce 1855 se Sardinské království, na pokyn Cavoura, zúčastnilo krymské války, kam vyslalo 15 000 mužů.
V roce 1859 Království sardinsko-piemontské spolu s Francií porazilo Rakousko a do roku 1860 se jeho území rozšířilo o Lombardii (1859) a Toskánsko, Parmu, Modenu a Romagnu (březen 1860), jako i o severní část papežského státu spolu s Královstvím obojí Sicílie (listopad 1860). Savojsko a Nice naopak odstoupilo roku 1860 Francii. Cavour poté souhlasil s připojením Garibaldiho jižní Itálie k Sardinskému království a vytvořením unie. Následně 18. února 1861 vyhlásil zřízení Italského království, skládajícího se ze severní i jižní Itálie. Král Viktor Emanuel II. Piemontsko-Sardinský ze savojské dynastie byl prohlášen italským králem.
- Viktor Amadeus II. – (1720–1730)
- Karel Emanuel III. – (1730–1773)
- Viktor Amadeus III. – (1773–1796)
- Karel Emanuel IV. – (1796–1802)
- Viktor Emanuel I. – (1802–1821)
- Karel Felix – (1821–1831)

Větev Savojsko-Carignanská
- Karel Albert – (1831–1849), abdikoval ve prospěch syna
- Viktor Emanuel II. – (1849–1861), od roku 1861 král sjednocené Itálie

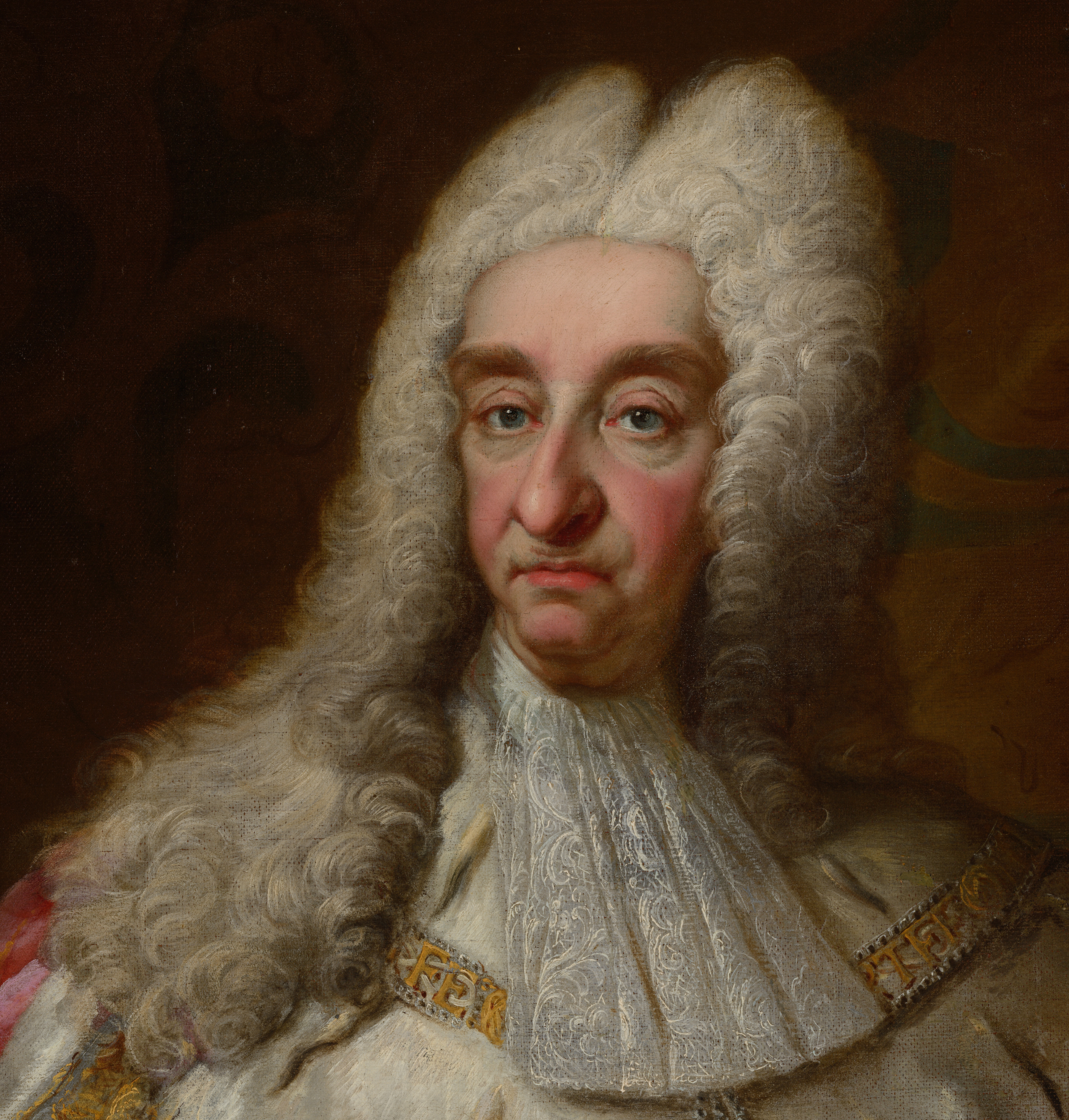
Viktor Amadeus II.
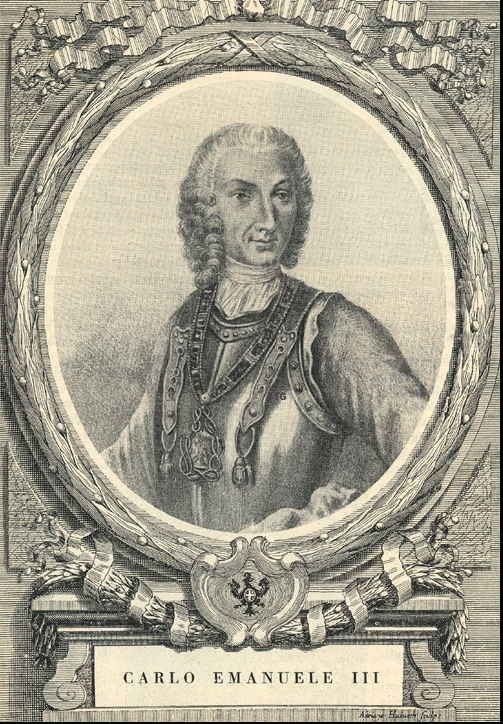
Karel Emanuel III.
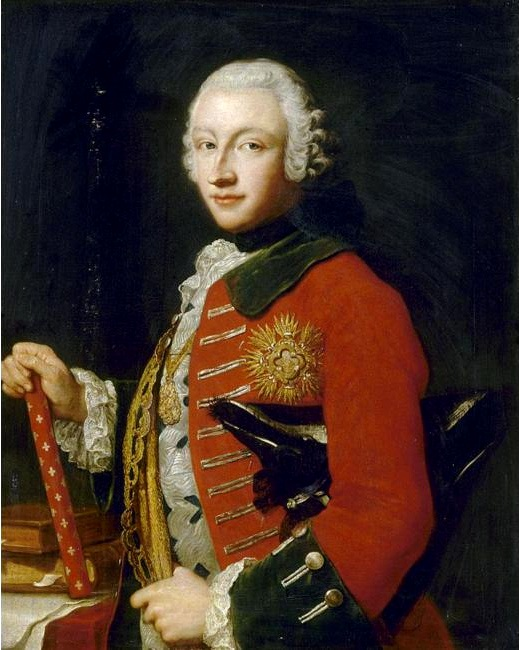
Viktor Amadeus III.
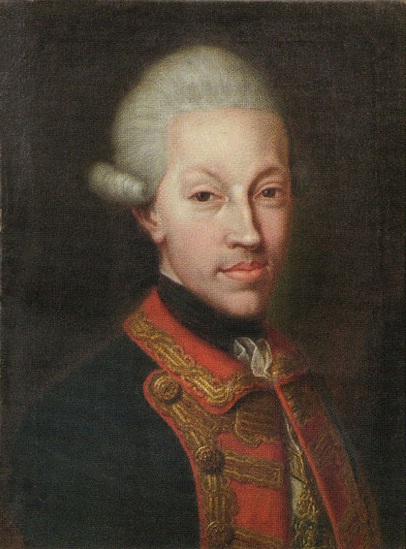
Karel Emanuel IV.
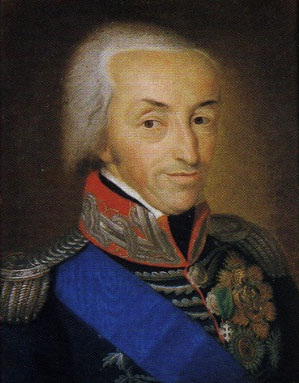
Viktor Emanuel I.
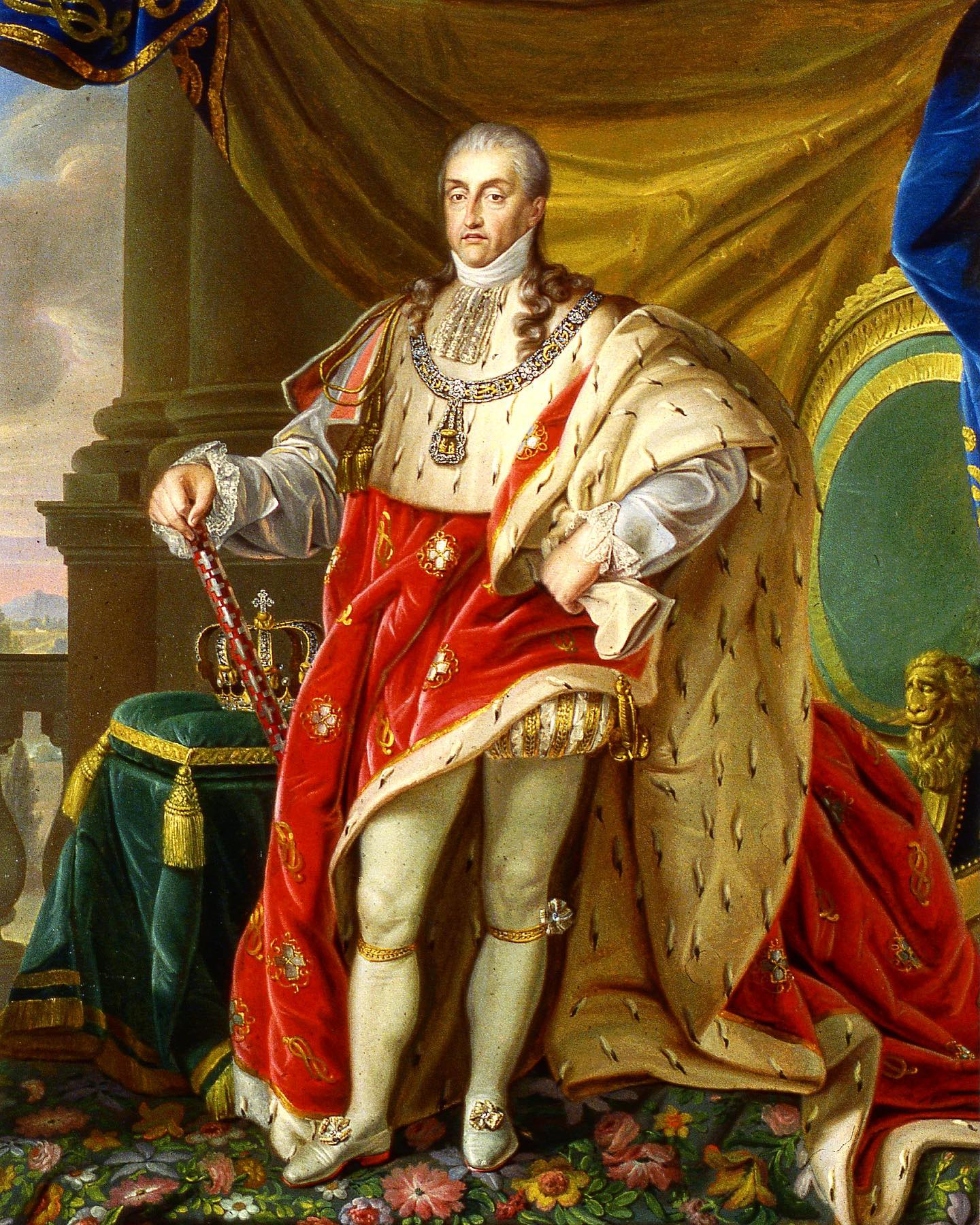
Karel Felix
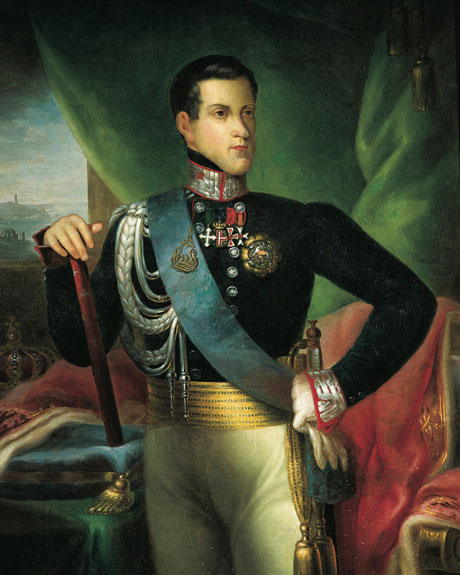
Karel Albert
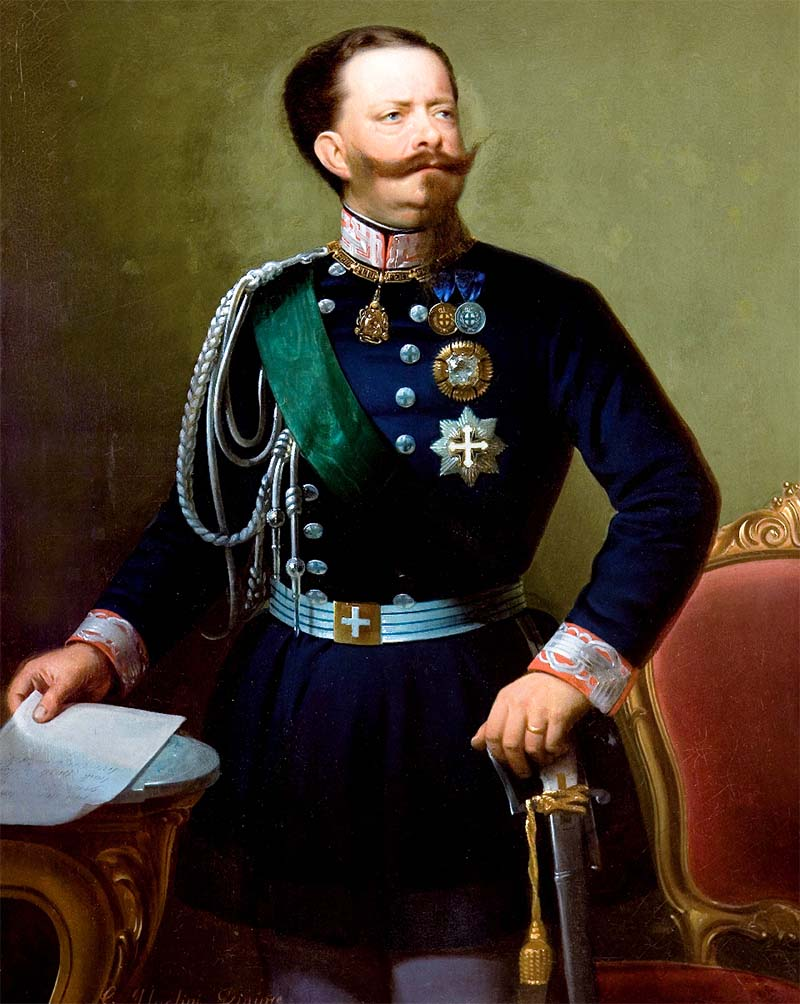
Viktor Emanuel II.

### Italští králové (1861–1946)
Vyhlášení Italského království v roce 1861 bylo výsledkem společného úsilí italských nacionalistů a monarchistů loajálních k savojské dynastii a myšlence na vybudování sjednoceného království zahrnující celý Apeninský poloostrov.
Po revolučním roku 1848 se vůdcem italských hnutí usilujících o sjednocení stal italský nacionalista Giuseppe Garibaldi, který byl velmi oblíbený v jižní Itálii i ve světě. Garibaldi vedl v jižní Itálii hnutí republikánů, kdežto více na severu v Piemontu, který patřil pod sardinskou korunu, ale de facto byl nezávislým, měl hrabě Camillo Cavour také ambice vytvořit jednotný italský stát.
V roce 1859 království Sardinsko-piemontské spolu s Francií porazilo Rakousko a do roku 1860 se jeho území rozšířilo o Lombardii (1859) a Toskánsko, Parmu, Modenu a Romagnu (březen 1860), jako i o severní část papežského státu spolu s Královstvím obojí Sicílie (listopad 1860). Savojsko a Nice naopak odstoupilo roku 1860 Francii.
Sardinská i Garibaldiho vojska také odňala Papežskému státu rozsáhlá území a pouze Řím a jeho bezprostřední okolí zůstaly pod kontrolou papeže Pia IX. Navzdory rozdílům mezi názory, Cavour souhlasil s připojením Garibaldiho jižní Itálie k Sardinskému království a vytvořením unie. Následně 18. února 1861 hrabě Camillo Cavour vyhlásil zřízení Italského království, skládajícího se ze severní i jižní Itálie. Král Viktor Emanuel II. Piemontsko-sardinský ze Savojské dynastie byl prohlášen italským králem. Tento titul nebyl užíván od abdikace francouzského císaře Napoleona I. 6. dubna 1814.
V roce 1866 nabídl italskému králi Viktoru Emanuelovi II. pruský kancléř Otto von Bismarck spojenectví Pruského království proti Rakousku v prusko-rakouské válce a připojení Rakouskem kontrolovaných Benátek. Viktor Emanuel II. s aliancí souhlasil a tak začala třetí italská válka za nezávislost. Italská armáda si však po vojenské stránce vedla velmi bídně, ale díky pruskému vítězství měla Itálie zajištěno, že se Benátsko stalo součástí Italského království. Poslední velkou překážkou ke sjednocení celé Itálie tak už zůstával jedině samotný Řím.
Řím byl však obsazen v roce 1870, když Francie na válku s Pruskem potřebovala každou zálohu, kterou mohla postavit do boje, a proto odvolala francouzskou posádku z Říma. Italové převzali kontrolu na Římem i zbytkem Papežského státu, který byl až dosud pod ochranou císaře Napoleona III. Italské sjednocení bylo úplné a hlavním městem Italského království se brzy poté stal Řím.
Následník trůnu měl titul „Kníže Piemontský“.
- Viktor Emanuel II. – (1861–1878), do roku 1861 král Sardinie
- Umberto I. – (1878–1900)
- Viktor Emanuel III. – (1900–1946)
- Umberto II. – (1946)

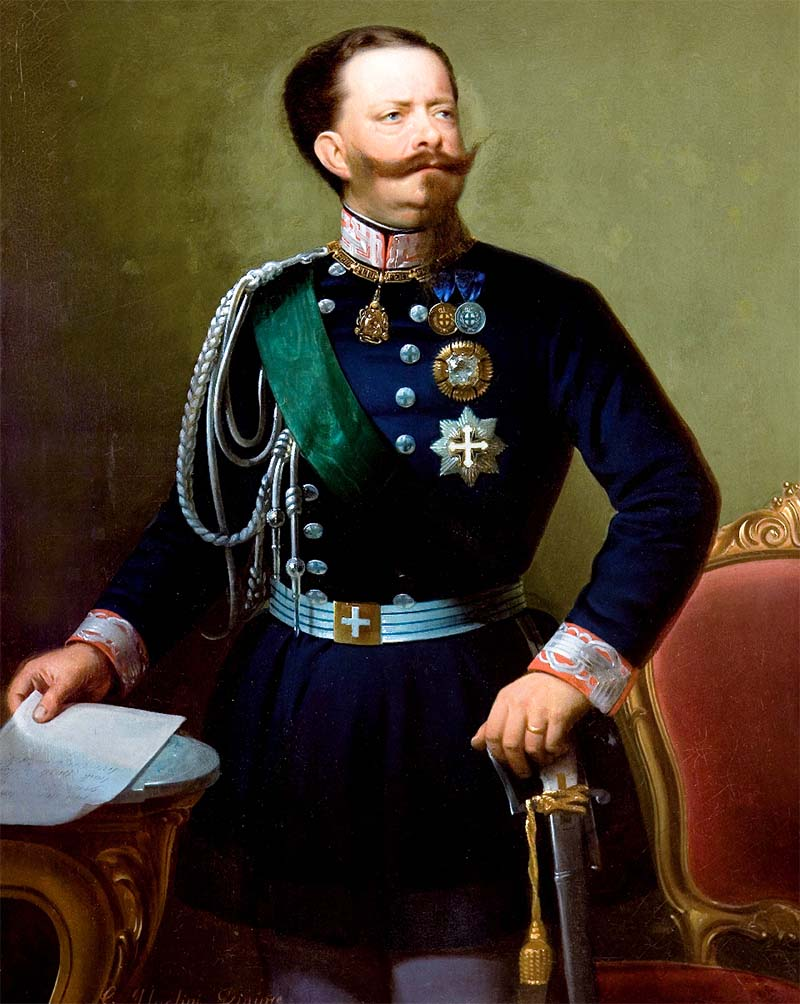
Viktor Emanuel II.
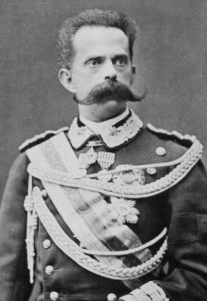
Umberto I.
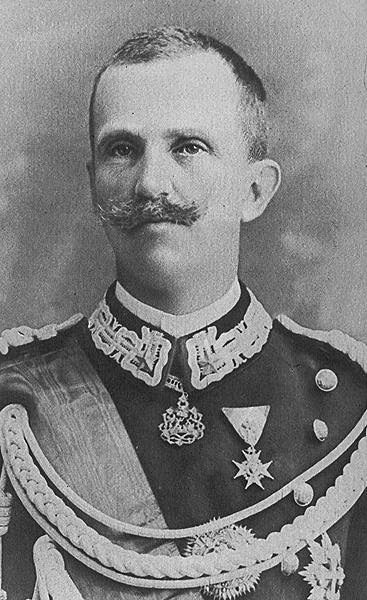
Viktor Emanuel III.
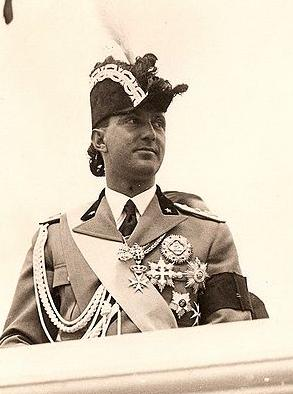
Umberto II.

### Titulární král Itálie a hlava rodu po roce 1946
- Umberto II. – (1946–1983)

- Viktor Emanuel, princ Neapolský – (1983–2024)

- Emanuel Filibert Savojský – (od roku 2024)

Dědic:
- Vittoria Savojská – (narozena 2003)

Nárok si činil a činí ještě:
- Amadeus III. – (1983–2021)
- Aimon Savojsko-Aostský – (od roku 2021)

Dědic:
- Umberto Savojský – (narozen 2009)

### Španělský král (1870–1873)

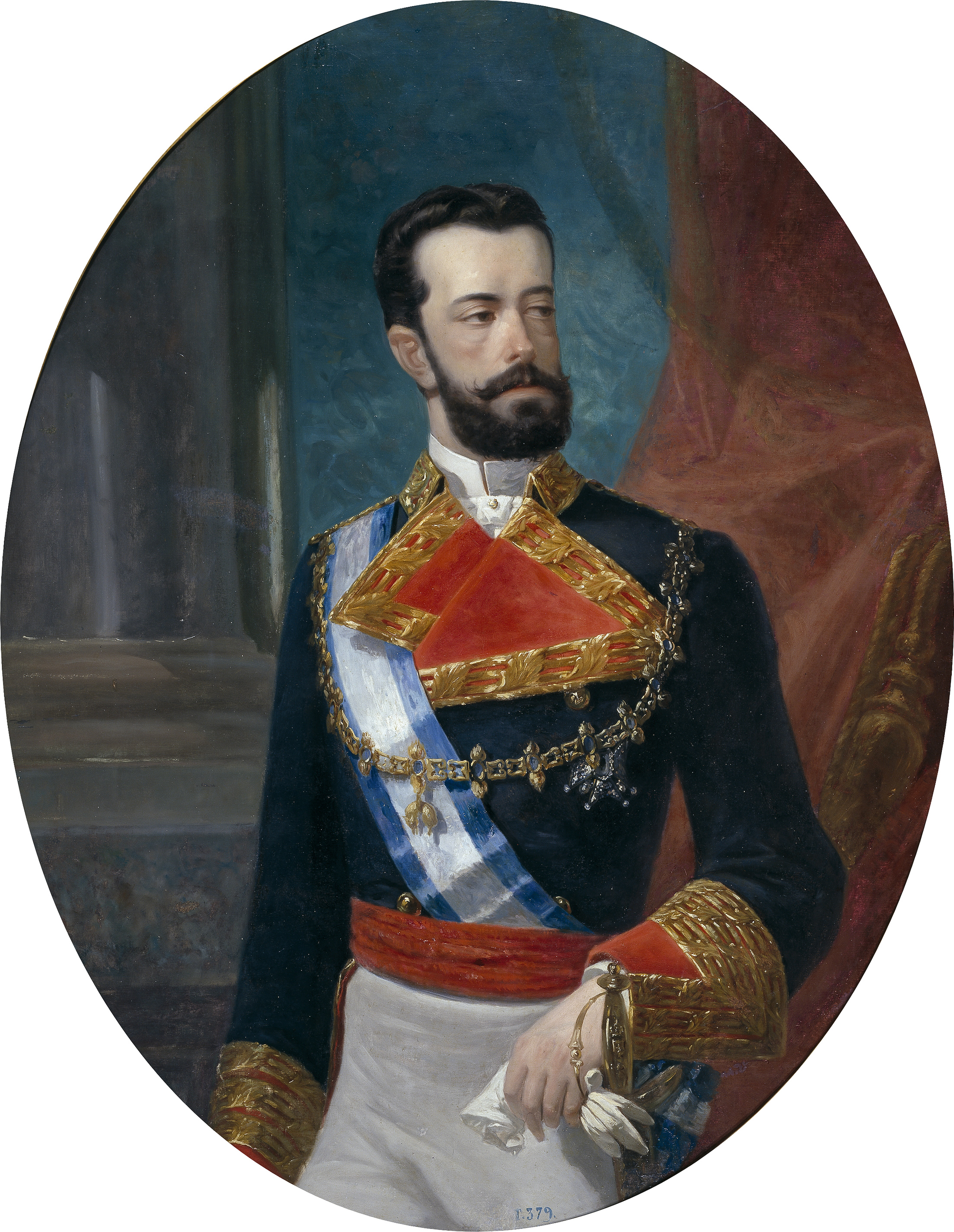
Král Amadeo I.

V roce 1868 ve Španělsku vznikla revoluce a se moci ujal generál Francisco Serrano y Dominguez. V důsledku revoluce byla sesazena královna Izabela II., která se synem (budoucím králem Alfonsem XII.) opustila zemi. Vyhnaná královská rodina našla útočiště ve Francii na dvoře císaře Napoleona III.) V následujících téměř dvou letech vládl ve Španělsku generál Serrano y Dominguez jako regent, a generál Juan Prim byl ministerským předsedou. Oba muži se společně snažili najít pro Španělsko nového krále a jejich kandidátem se nakonec stal Amadeus I. Savojský, druhý syn italského krále Viktora Emanuela II.
Ve Španělsku se situace postupně stávala stále více chaotickou. Nakonec musel Amadeus I. roku 1873, po dvou letech své vlády, abdikovat. Byla vyhlášena republika a prezidenti se rychle střídali. Do událostí zasáhl Antonio Cánovas del Castillo, usilující o návrat rodu Bourbonů na trůn. V roce 1875 se Bourboni na trůn vrátili v osobě Alfonse XII., syna královny Izabely II.
- Amadeus I. Španělský – (1870–1873)

## Nevládnoucí členové rodu

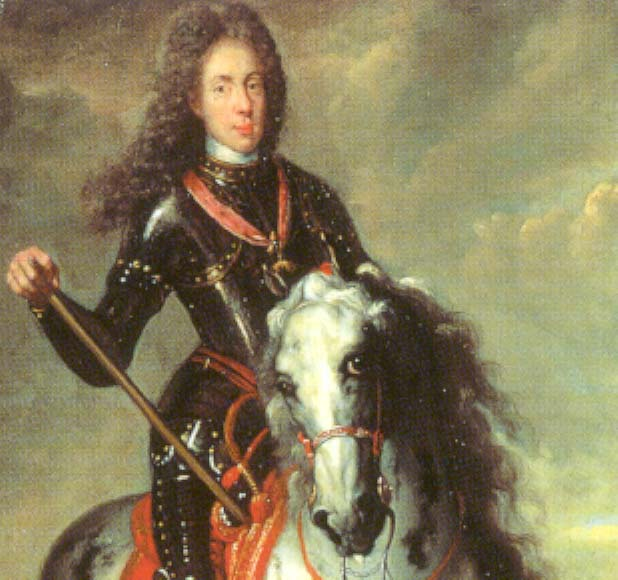
Vojevůdce princ Evžen Savojský

- Tomáš František Savojský – vojevůdce během třicetileté války, zakladatel savojsko-carignanské větve Savojského domu
- Evžen Mořic Savojský – francouzský šlechtic a generál, syn velkého generála třicetileté války Tomáše Savojského a otec Evžena Savojského
- Evžen Savojský – rakouský vojevůdce a politik francouzského původu, generalissimus vojsk rakouských Habsburků a jeden z největších vojevůdců konce 17. a počátku 18. století. Je považován za jednoho z největších turkobijců.
- Klement VII. (vzdoropapež) – vzdoropapež proti papeži Urbanovi VI.
- Aimon, vévoda ze Spoleta – byl v roce 1941 vybrán za panovníka Nezávislého státu Chorvatsko jako Tomislav II., do Chorvatska však nikdy nepřijel a fakticky nevládl. V roce 1943 se nároků na pochybný titul vzdal.

- Anna Savojská – byzantská císařovna a regentka Byzantské říše, manžel Andronikos III.
- Adéla Savojská – francouzská královna, manžel Ludvík VI. Francouzský
- Bona Savojská – provdaná milánská vévodkyně, manžel Galeazzo Maria Sforza
- Šarlota Savojská – francouzská královna, manžel Ludvík XI.
- Kateřina Savojská – rakouská a štýrská vévodkyně,, manžel Leopold I. Habsburský
- Matylda Savojská – první portugalská královna, manžel Alfons I. Portugalský
- Marie Josefína Luisa Savojská – francouzská královna, manžel Ludvík XVIII.
- Marie Tereza Savojská – její sestra, francouzská královna, manžel Karel X.
- Marie Karolína Savojská – saská královna, manžel Antonín I. Saský
- Beatrix Savojská (1201–1266) – provensálská hraběnka (a matka čtyř královen), manžel Ramon Berenguer V.
- Beatrix Savojská (1223–1259) – hraběnka z Tarenta, pravděpodobně sicilská královna, manžel Manfréd Sicilský
- Beatrix Savojská (1331) – korutanská vévodkyně, manžel Jindřich Korutanský

## Konec vlády rodu Savojských v Itálii
V letech 1922–1943 se Itálie stala diktaturou pod vládou Národní fašistické strany, kterou vedl duce Benito Mussolini.
Krátce po skončení druhé světové války, v roce 1946, přívrženci republikánského státního zřízení vyvolali referendum, ve kterém se mělo rozhodnout, zda má Itálie zůstat monarchií či se stát republikou. Obyvatelstvo země se v referendu těsným poměrem hlasů vyslovilo pro zrušení monarchie a nastolení Italské republiky, kterou je Itálie dodnes.